# Witvleugelspecht
De witvleugelspecht (Dendrocopos leucopterus) is een vogel uit de familie Picidae (Spechten).

## Verspreiding en leefgebied
Deze soort komt voor van centraal Kazachstan tot noordelijk Afghanistan, oostelijk tot westelijk Mongolië en westelijk China.

## Status
De grootte van de populatie is niet gekwantificeerd maar de soort wordt omschreven als algemeen. Op de Rode lijst van de IUCN heeft deze soort de status niet bedreigd.